# Wyandot
Wyandot, eller Wendat, (traditionel Huron) er et oprindeligt folk i Nordamerika, som oprindeligt beboede det territorium, som nu kaldes Ontario og Québec i Canada. De første franske opdagelsesrejsende kaldte medlemmerne af Wyandot-føderationen for Huron; hvor det navn kom af er i dag ukendt. Deres kerneland blev kaldt Wendake.

## I dag
Sproget tilhørte den Irokesiske sprogfamilie, men er i dag uddødt. Der findes ca. 8000 efterkommere spredt over Nordamerika, Québec er der ca. 3000 som har fransk som deres førstesprog, mens ca. 4000 med engelsk som førstesprog lever i Kansas og Oklahoma. En lille gruppe lever stadig i det sydlige Ontario og Michigan.

## Før 1900
I lighed med andre stammer i den irokesiske gruppe organiserede Wyandots sig i en konføderation med nært beslægtede stammer. Denne nation bestod primært af:
- Arendarhonon
- Tahontaenrat
- Attigneenongnahac
- Attignawantan
- Ataronchronon

Allerede længe før englændernes og franskmændenes ankomst havde Wyandot været i konflikt med Irokeserne mod syd, da de europæiske kolonimagter blev involveret blev denne konflikt intensiveret. De franske handelsfolk allierede sig med Wyandot, mens engelske nybyggere gik i forbund med irokeserne. Europæisk våbenteknologi gjorde kampene særdeles blodige, og omkring 1650 havde irokeserne næsten udslettet Wyandot. Herefter flygtede den vestligste gruppe mod vest og genetablerede sig i Ohio og Michigan. Størstedelen af denne gruppe blev i 19. århundrede forflyttet til reservater i Kansas og Oklahoma.
Wyandot var i det 16. århundrede agerbrugere og boede i befæstede landsbyer, der blev forladt, når jorden var udpint. De beherskede lagerteknologier og blev derved relativt velhavende. Overskuddet blev brugt på handel med nabostammer, bl.a. tobak.
I det 18. århundrede allierede Wyandot sig skiftevis med briterne og franskmændene i den lange række af kolonikrige, som prægede Nordamerika i denne periode. Under den franske og indianske krig var Wyandot allieret med franskmændene og kom i eftertiden til at bære hovedansvaret for massakren på de anglo-amerikanske krigsfanger efter slaget ved Fort William Henry.